# Sagittaria sagittifolia
Sagittaria sagittifolia es una especie de planta herbácea de la familia de las alismatáceas. Es nativa de los humedales en las regiones templadas de Eurasia y en Gran Bretaña es la única especie nativa de Sagittaria.

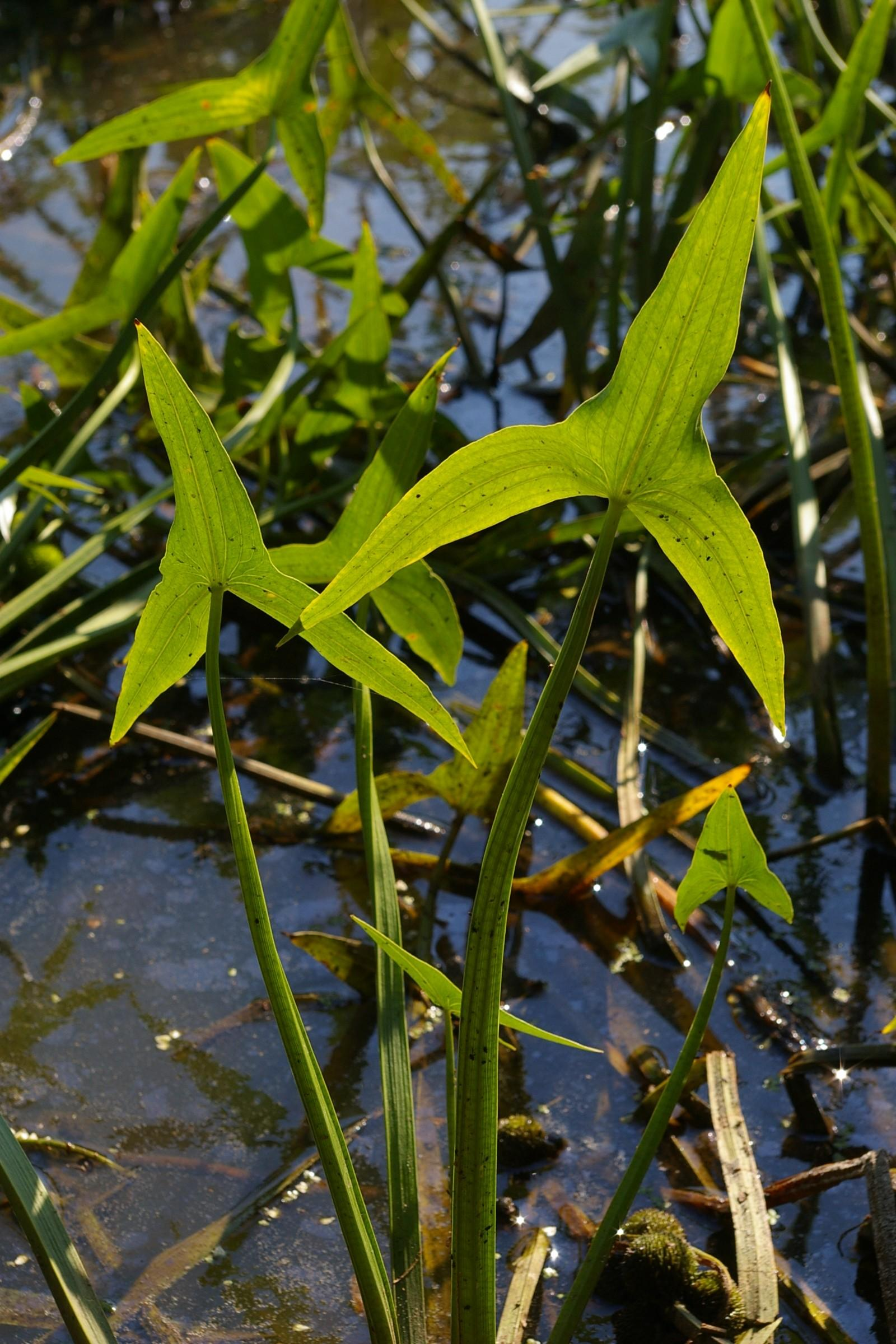
Hojas

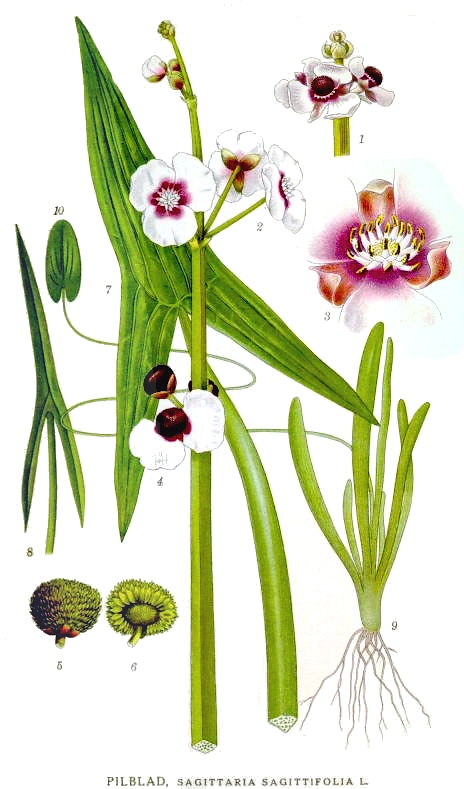
Ilustración

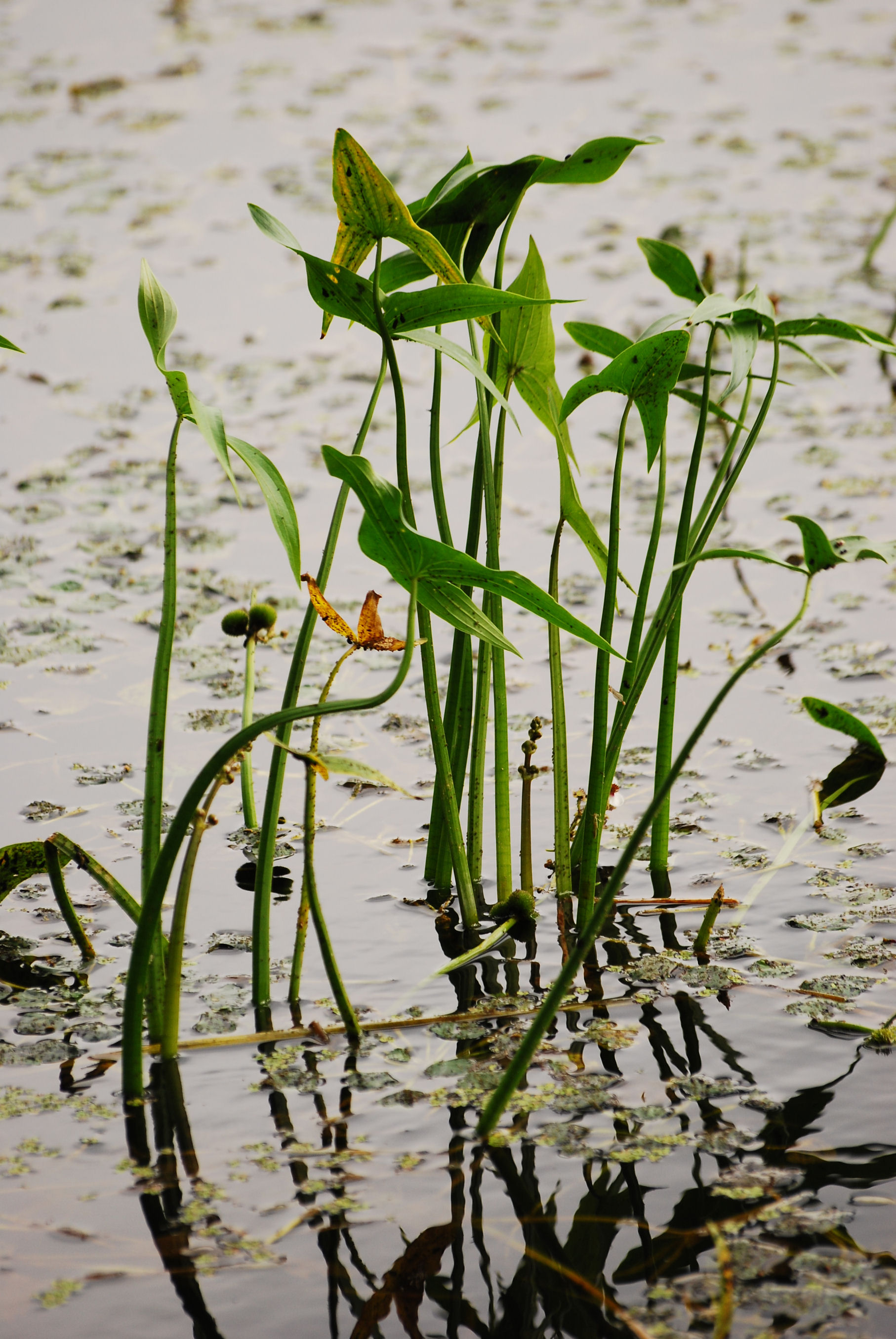
En su hábitat

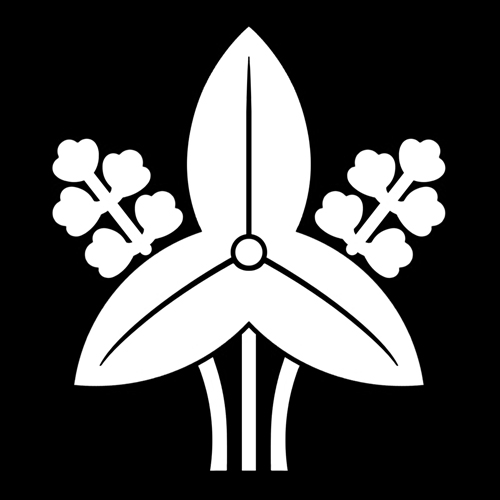
Omodaka

## Descripción
Es una planta perenne herbácea que crece en el agua hasta los 10-50 cm de profundidad. Las hojas sobre el agua tienen forma de flecha, la lámina de la hoja es de 15-25 cm de largo y 10-22 cm, sobre un pecíolo largo que sostiene la hoja hasta 45 cm por encima del nivel del agua. La planta también tiene estrechas hojas lineares sumergidas, de hasta 80 cm de largo y 2 cm de ancho. Las flores son 2-2.5 cm de ancho, con tres sépalos y tres pétalos pequeños blancas y numerosos estambres de color púrpura.
En España está considera planta extinguida, por Resolución de 1 de agosto de 2018, de la Secretaría de Estado de Medio Ambiente, por la que se publica el Acuerdo de la Conferencia Sectorial de Medio Ambiente en relación con el Listado de especies extinguidas en todo el medio natural español. BOE Nº 195, lunes 13 de agosto de 2018.

## Cultivo y usos
Tiene un tubérculo que es comestible. En Japón, una planta relacionada (Sagittifolia trifolia var. edulis) se conoce como kuwai (慈姑) o Sagittifolia trifolia como omodaka (Japonés: 沢瀉, 澤瀉, 面高 ; katakana: オムダカ), en China como cígū (Chino: 慈姑) y su tubérculo se consume sobre todo en el Año Nuevo Chino. Tiene un sabor suave, con una textura de almidón, similar a una patata crujiente, incluso cuando se cocinan.
Restos de Sagittaria sagittifolia se han encontrado en el lugares del paleolítico / mesolítico en Calowanie en Polonia.
Siete nuevos diterpenoides y un nuevo diterpeno labdano fueron recientemente (2006) purificado de la planta medicinal china, Sagittaria sagittifolia (Alismaceae). Cuatro de estos compuestos (Sagittine A-D) mostraron actividad antibacteriana contra Streptococcus mutans y Actinomyces naeslundii mientras que otro ( Sagittine E ) sólo fue activa contra A. naeslundii (MIC = 62,5 mg ml-1). Recientemente, el mismo grupo identificó cinco diterpenos nuevos en Sagittaria pygmaea . Ninguno de estos muestran actividad contra A. actinomycetemcomitans , mientras que cuatro de los otros eran activas contra A. viscosus y tres eran activos contra S. mutans , de los cuales el 18-ß-D-3 ', 6'-diacetoxyglucopyranosyl-ent-kaur-16-eno fue el más activo.

## Taxonomía
Sagittaria sagittifolia fue descrita por Carlos Linneo y publicado en Species Plantarum 2: 993. 1753.
Etimología
Sagittaria: nombre genérico que se deriva del latín y significa "flecha", en alusión a la forma de sus hojas.
sagittifolia: epíteto latino que significa "con hojas en forma de flecha".
Sinonimia
- Alisma sagittaria Stokes
- Sagitta aquatica (Lam.) St.-Lag.
- Sagitta major Scop.
- Sagitta palustris Bubani
- Sagittaria acuminata Sm.
- Sagittaria aquatica Lam.
- Sagittaria bulbosa (Poir.) Donn
- Sagittaria gigantea H.Vilm.
- Sagittaria heterophylla Schreb.
- Sagittaria lancifolia H.Vilm.
- Sagittaria minor Mill.
- Sagittaria monoeca Gilib.
- Sagittaria tenuior Gand.
- Sagittaria vulgaris Gueldenst.
- Vallisneria bulbosa Poir.[6]

## Nombres comunes
- cola de golondrina, flecha de agua, saeta de agua.[7]